# میخائیل کالسته
میخائیل کالسته (استونیایی: Mikhail Kaaleste؛ زادهٔ ۲۰ اوت ۱۹۳۱) قایقران کانو و اسکی‌باز اسکی صحرانوردی اهل استونی بود.
وی در بازی‌های المپیک تابستانی ۱۹۵۶ شرکت کرده‌است.